# Misajlovina
Misajlovina (cyr. Мисајловина) – wieś w Bośni i Hercegowinie, w Republice Serbskiej, w gminie Rudo. W 2013 roku liczyła 95 mieszkańców.